# Lettlands administrativa indelning
Lettlands administrativa indelning (lettiska: Latvijas administratīvais iedalījums) har på senare år genomgått stora förändringar vid två tillfällen, 1 juli 2009 och 1 juli 2021 (det senare beslutat 10 juni 2020). Den moderna administrativa uppdelningen av Lettland kan därför indelas i tre tidsepoker:
- Före 2009: 7 republikstäder, 50 städer, 41 storkommuner och 424 socknar.[1]
- 2009–2021: 9 republikstäder och 110 kommuner.
- 2021 och framåt: 7 (+3) nationalstäder och 36 kommuner.[2]

Sedan 2009 är Lettland också indelat i fem planeringsregioner (plānošanas reģioni), som delvis motsvarar de äldre landskapen.

## Nationalstäder 2021–

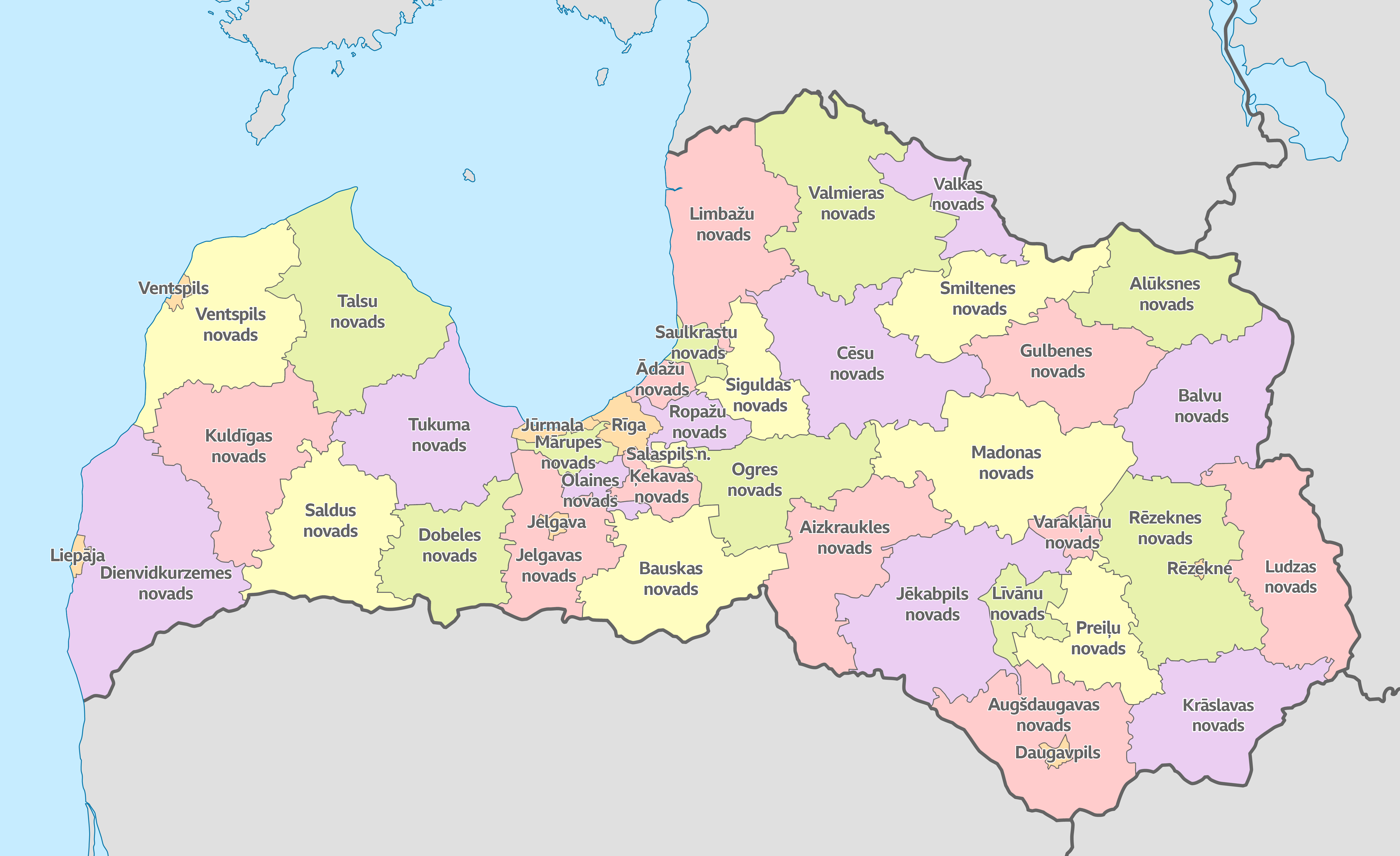
Lettlands nationalstäder och kommuner 2021–

Nationalstäder (valstspilsētās) från och med 1 juli 2021:
| Nummer | Vapen | Namn       | Kommentar               |
| ------ | ----- | ---------- | ----------------------- |
| 1.     |       | Daugavpils |                         |
| 2.     |       | Jēkabpils  | Del av Jēkabpils kommun |
| 3.     |       | Jelgava    |                         |
| 4.     |       | Jūrmala    |                         |
| 5.     |       | Liepāja    |                         |
| 6.     |       | Ogre       | Del av Ogre kommun      |
| 7.     |       | Rēzekne    |                         |
| 8.     |       | Rīga       |                         |
| 9.     |       | Valmiera   | Del av Valmiera kommun  |
| 10.    |       | Ventspils  |                         |

## Kommuner 2009-2021 och socknar -2009
| Number | Kommun               | Socknar och städer   |
| ------ | -------------------- | -------------------- |
| 1.     | Aizkraukle kommun    | Aiviekste socken     |
| 1.     | Aizkraukle kommun    | Aizkraukle socken    |
| 1.     | Aizkraukle kommun    | Aizkraukle stad      |
| 1.     | Aizkraukle kommun    | Bebri socken         |
| 1.     | Aizkraukle kommun    | Daudzese socken      |
| 1.     | Aizkraukle kommun    | Irši socken          |
| 1.     | Aizkraukle kommun    | Jaunjelgava stad     |
| 1.     | Aizkraukle kommun    | Jaunjelgava socken   |
| 1.     | Aizkraukle kommun    | Klintaine socken     |
| 1.     | Aizkraukle kommun    | Koknese socken       |
| 1.     | Aizkraukle kommun    | Koknese stad         |
| 1.     | Aizkraukle kommun    | Mazzalve socken      |
| 1.     | Aizkraukle kommun    | Nereta socken        |
| 1.     | Aizkraukle kommun    | Pilskalne socken     |
| 1.     | Aizkraukle kommun    | Pļaviņas stad        |
| 1.     | Aizkraukle kommun    | Sece socken          |
| 1.     | Aizkraukle kommun    | Sērene socken        |
| 1.     | Aizkraukle kommun    | Skrīveri socken      |
| 1.     | Aizkraukle kommun    | Staburags socken     |
| 1.     | Aizkraukle kommun    | Sunākste socken      |
| 1.     | Aizkraukle kommun    | Vietalva socken      |
| 1.     | Aizkraukle kommun    | Zalves socken        |
| 2.     | Alūksne kommun       | Alsviķi socken       |
| 2.     | Alūksne kommun       | Alūksne stad         |
| 2.     | Alūksne kommun       | Anna socken          |
| 2.     | Alūksne kommun       | Ilzene socken        |
| 2.     | Alūksne kommun       | Jaunalūksne socken   |
| 2.     | Alūksne kommun       | Jaunanna socken      |
| 2.     | Alūksne kommun       | Jaunlaicene socken   |
| 2.     | Alūksne kommun       | Kalncempji socken    |
| 2.     | Alūksne kommun       | Liepna socken        |
| 2.     | Alūksne kommun       | Maliena socken       |
| 2.     | Alūksne kommun       | Mālupe socken        |
| 2.     | Alūksne kommun       | Mārkalne socken      |
| 2.     | Alūksne kommun       | Pededze socken       |
| 2.     | Alūksne kommun       | Veclaicene socken    |
| 2.     | Alūksne kommun       | Zeltiņi socken       |
| 2.     | Alūksne kommun       | Ziemeri socken       |
| 3.     | Augšdaugavas kommun  | Ambeļi socken        |
| 3.     | Augšdaugavas kommun  | Bebrene socken       |
| 3.     | Augšdaugavas kommun  | Biķernieki socken    |
| 3.     | Augšdaugavas kommun  | Demene socken        |
| 3.     | Augšdaugavas kommun  | Dubna socken         |
| 3.     | Augšdaugavas kommun  | Dviete socken        |
| 3.     | Augšdaugavas kommun  | Eglaine socken       |
| 3.     | Augšdaugavas kommun  | Ilūkste stad         |
| 3.     | Augšdaugavas kommun  | Kalkūne socken       |
| 3.     | Augšdaugavas kommun  | Kalupe socken        |
| 3.     | Augšdaugavas kommun  | Laucesa socken       |
| 3.     | Augšdaugavas kommun  | Līksna socken        |
| 3.     | Augšdaugavas kommun  | Maļinova socken      |
| 3.     | Augšdaugavas kommun  | Medumi socken        |
| 3.     | Augšdaugavas kommun  | Naujene socken       |
| 3.     | Augšdaugavas kommun  | Nīcgale socken       |
| 3.     | Augšdaugavas kommun  | Pilskalne socken     |
| 3.     | Augšdaugavas kommun  | Prode socken         |
| 3.     | Augšdaugavas kommun  | Saliena socken       |
| 3.     | Augšdaugavas kommun  | Skrudaliena socken   |
| 3.     | Augšdaugavas kommun  | Subate stad          |
| 3.     | Augšdaugavas kommun  | Svente socken        |
| 3.     | Augšdaugavas kommun  | Šēdere socken        |
| 3.     | Augšdaugavas kommun  | Tabore socken        |
| 3.     | Augšdaugavas kommun  | Vabole socken        |
| 3.     | Augšdaugavas kommun  | Vecsaliena socken    |
| 3.     | Augšdaugavas kommun  | Višķi socken         |
| 4.     | Ādaži kommun         | Ādaži socken         |
| 4.     | Ādaži kommun         | Ādaži stad           |
| 4.     | Ādaži kommun         | Carnikava socken     |
| 5.     | Balvi kommun         | Baltinava socken     |
| 5.     | Balvi kommun         | Balvi socken         |
| 5.     | Balvi kommun         | Balvi stad           |
| 5.     | Balvi kommun         | Bērzkalne socken     |
| 5.     | Balvi kommun         | Bērzpils socken      |
| 5.     | Balvi kommun         | Briežuciems socken   |
| 5.     | Balvi kommun         | Lazdukalns socken    |
| 5.     | Balvi kommun         | Krišjāņi socken      |
| 5.     | Balvi kommun         | Kubuli socken        |
| 5.     | Balvi kommun         | Kuprava socken       |
| 5.     | Balvi kommun         | Lazduleja socken     |
| 5.     | Balvi kommun         | Medņeva socken       |
| 5.     | Balvi kommun         | Rugāji socken        |
| 5.     | Balvi kommun         | Susāji socken        |
| 5.     | Balvi kommun         | Šķilbēni socken      |
| 5.     | Balvi kommun         | Tilža socken         |
| 5.     | Balvi kommun         | Vecumi socken        |
| 5.     | Balvi kommun         | Vectilža socken      |
| 5.     | Balvi kommun         | Vīksna socken        |
| 5.     | Balvi kommun         | Viļaka stad          |
| 5.     | Balvi kommun         | Žīguri socken        |
| 6.     | Bauska kommun        | Bauska stad          |
| 6.     | Bauska kommun        | Bārbele socken       |
| 6.     | Bauska kommun        | Brunava socken       |
| 6.     | Bauska kommun        | Ceraukste socken     |
| 6.     | Bauska kommun        | Code socken          |
| 6.     | Bauska kommun        | Dāviņi socken        |
| 6.     | Bauska kommun        | Gailīši socken       |
| 6.     | Bauska kommun        | Iecava socken        |
| 6.     | Bauska kommun        | Iecava stad          |
| 6.     | Bauska kommun        | Īslīce socken        |
| 6.     | Bauska kommun        | Kurmene socken       |
| 6.     | Bauska kommun        | Mežotne socken       |
| 6.     | Bauska kommun        | Rundāle socken       |
| 6.     | Bauska kommun        | Skaistkalne socken   |
| 6.     | Bauska kommun        | Stelpe socken        |
| 6.     | Bauska kommun        | Svitene socken       |
| 6.     | Bauska kommun        | Valle socken         |
| 6.     | Bauska kommun        | Vecsaule socken      |
| 6.     | Bauska kommun        | Vecumnieki socken    |
| 6.     | Bauska kommun        | Viesturi socken      |
| 7.     | Cēsis kommun         | Amata socken         |
| 7.     | Cēsis kommun         | Cēsis stad           |
| 7.     | Cēsis kommun         | Drabeši socken       |
| 7.     | Cēsis kommun         | Dzērbene socken      |
| 7.     | Cēsis kommun         | Ineši socken         |
| 7.     | Cēsis kommun         | Jaunpiebalga socken  |
| 7.     | Cēsis kommun         | Kaive socken         |
| 7.     | Cēsis kommun         | Liepa socken         |
| 7.     | Cēsis kommun         | Līgatne socken       |
| 7.     | Cēsis kommun         | Līgatne stad         |
| 7.     | Cēsis kommun         | Mārsnēni socken      |
| 7.     | Cēsis kommun         | Nītaure socken       |
| 7.     | Cēsis kommun         | Priekuļi socken      |
| 7.     | Cēsis kommun         | Raiskums socken      |
| 7.     | Cēsis kommun         | Skujene socken       |
| 7.     | Cēsis kommun         | Stalbe socken        |
| 7.     | Cēsis kommun         | Straupe socken       |
| 7.     | Cēsis kommun         | Taurene socken       |
| 7.     | Cēsis kommun         | Vaive socken         |
| 7.     | Cēsis kommun         | Vecpiebalga socken   |
| 7.     | Cēsis kommun         | Veselava socken      |
| 7.     | Cēsis kommun         | Zaube socken         |
| 7.     | Cēsis kommun         | Zosēni socken        |
| 8.     | Dobele kommun        | Annenieki socken     |
| 8.     | Dobele kommun        | Augstkalne socken    |
| 8.     | Dobele kommun        | Auri socken          |
| 8.     | Dobele kommun        | Auce stad            |
| 8.     | Dobele kommun        | Bēne socken          |
| 8.     | Dobele kommun        | Bērze socken         |
| 8.     | Dobele kommun        | Biksti socken        |
| 8.     | Dobele kommun        | Bukaiši socken       |
| 8.     | Dobele kommun        | Dobele socken        |
| 8.     | Dobele kommun        | Dobele stad          |
| 8.     | Dobele kommun        | Īle socken           |
| 8.     | Dobele kommun        | Jaunbērze socken     |
| 8.     | Dobele kommun        | Krimūna socken       |
| 8.     | Dobele kommun        | Lielauce socken      |
| 8.     | Dobele kommun        | Naudīte socken       |
| 8.     | Dobele kommun        | Penkule socken       |
| 8.     | Dobele kommun        | Tērvete socken       |
| 8.     | Dobele kommun        | Ukri socken          |
| 8.     | Dobele kommun        | Vecauce socken       |
| 8.     | Dobele kommun        | Vītiņi socken        |
| 8.     | Dobele kommun        | Zebrene socken       |
| 9.     | Gulbene kommun       | Beļava socken        |
| 9.     | Gulbene kommun       | Dauksti socken       |
| 9.     | Gulbene kommun       | Druviena socken      |
| 9.     | Gulbene kommun       | Galgauska socken     |
| 9.     | Gulbene kommun       | Gulbene stad         |
| 9.     | Gulbene kommun       | Jaungulbene socken   |
| 9.     | Gulbene kommun       | Lejasciems socken    |
| 9.     | Gulbene kommun       | Litene socken        |
| 9.     | Gulbene kommun       | Lizums socken        |
| 9.     | Gulbene kommun       | Līgo socken          |
| 9.     | Gulbene kommun       | Ranka socken         |
| 9.     | Gulbene kommun       | Stāmeriena socken    |
| 9.     | Gulbene kommun       | Stradi socken        |
| 9.     | Gulbene kommun       | Tirza socken         |
| 10.    | Jēkabpils kommun     | Aknīste stad         |
| 10.    | Jēkabpils kommun     | Aknīste socken       |
| 10.    | Jēkabpils kommun     | Asare socken         |
| 10.    | Jēkabpils kommun     | Atašiene socken      |
| 10.    | Jēkabpils kommun     | Ābeļi socken         |
| 10.    | Jēkabpils kommun     | Dignāja socken       |
| 10.    | Jēkabpils kommun     | Dunava socken        |
| 10.    | Jēkabpils kommun     | Elkšņi socken        |
| 10.    | Jēkabpils kommun     | Gārsene socken       |
| 10.    | Jēkabpils kommun     | Jēkabpils stad       |
| 10.    | Jēkabpils kommun     | Kalna socken         |
| 10.    | Jēkabpils kommun     | Krustpils socken     |
| 10.    | Jēkabpils kommun     | Kūkas socken         |
| 10.    | Jēkabpils kommun     | Leimaņi socken       |
| 10.    | Jēkabpils kommun     | Mežāre socken        |
| 10.    | Jēkabpils kommun     | Rite socken          |
| 10.    | Jēkabpils kommun     | Rubene socken        |
| 10.    | Jēkabpils kommun     | Sauka socken         |
| 10.    | Jēkabpils kommun     | Sēlpils socken       |
| 10.    | Jēkabpils kommun     | Sala socken          |
| 10.    | Jēkabpils kommun     | Varieši socken       |
| 10.    | Jēkabpils kommun     | Viesīte stad         |
| 10.    | Jēkabpils kommun     | Viesīte socken       |
| 10.    | Jēkabpils kommun     | Vīpe socken          |
| 10.    | Jēkabpils kommun     | Zasa socken          |
| 11.    | Jelgava kommun       | Cena socken          |
| 11.    | Jelgava kommun       | Eleja socken         |
| 11.    | Jelgava kommun       | Glūda socken         |
| 11.    | Jelgava kommun       | Jaunsvirlauka socken |
| 11.    | Jelgava kommun       | Kalnciems socken     |
| 11.    | Jelgava kommun       | Lielplatone socken   |
| 11.    | Jelgava kommun       | Līvbērze socken      |
| 11.    | Jelgava kommun       | Ozolnieki socken     |
| 11.    | Jelgava kommun       | Platone socken       |
| 11.    | Jelgava kommun       | Salgale socken       |
| 11.    | Jelgava kommun       | Sesava socken        |
| 11.    | Jelgava kommun       | Svēte socken         |
| 11.    | Jelgava kommun       | Valgunde socken      |
| 11.    | Jelgava kommun       | Vilce socken         |
| 11.    | Jelgava kommun       | Vircava socken       |
| 11.    | Jelgava kommun       | Zaļenieki socken     |
| 12.    | Krāslava kommun      | Andrupene socken     |
| 12.    | Krāslava kommun      | Andzeļi socken       |
| 12.    | Krāslava kommun      | Asūne socken         |
| 12.    | Krāslava kommun      | Auleja socken        |
| 12.    | Krāslava kommun      | Bērziņi socken       |
| 12.    | Krāslava kommun      | Dagda stad           |
| 12.    | Krāslava kommun      | Dagda socken         |
| 12.    | Krāslava kommun      | Ezernieki socken     |
| 12.    | Krāslava kommun      | Grāveri socken       |
| 12.    | Krāslava kommun      | Indra socken         |
| 12.    | Krāslava kommun      | Izvalta socken       |
| 12.    | Krāslava kommun      | Kalnieši socken      |
| 12.    | Krāslava kommun      | Kaplava socken       |
| 12.    | Krāslava kommun      | Kastuļina socken     |
| 12.    | Krāslava kommun      | Konstantinova socken |
| 12.    | Krāslava kommun      | Kombuļi socken       |
| 12.    | Krāslava kommun      | Krāslava socken      |
| 12.    | Krāslava kommun      | Krāslava stad        |
| 12.    | Krāslava kommun      | Ķepova socken        |
| 12.    | Krāslava kommun      | Piedruja socken      |
| 12.    | Krāslava kommun      | Robežnieki socken    |
| 12.    | Krāslava kommun      | Skaista socken       |
| 12.    | Krāslava kommun      | Svariņi socken       |
| 12.    | Krāslava kommun      | Šķaune socken        |
| 12.    | Krāslava kommun      | Šķeltova socken      |
| 12.    | Krāslava kommun      | Ūdrīši socken        |
| 13.    | Kuldīga kommun       | Alsunga socken       |
| 13.    | Kuldīga kommun       | Ēdole socken         |
| 13.    | Kuldīga kommun       | Gudenieki socken     |
| 13.    | Kuldīga kommun       | Īvande socken        |
| 13.    | Kuldīga kommun       | Kabile socken        |
| 13.    | Kuldīga kommun       | Kuldīga stad         |
| 13.    | Kuldīga kommun       | Kurmāle socken       |
| 13.    | Kuldīga kommun       | Laidi socken         |
| 13.    | Kuldīga kommun       | Nīkrāce socken       |
| 13.    | Kuldīga kommun       | Padure socken        |
| 13.    | Kuldīga kommun       | Pelči socken         |
| 13.    | Kuldīga kommun       | Raņķi socken         |
| 13.    | Kuldīga kommun       | Renda socken         |
| 13.    | Kuldīga kommun       | Rudbārži socken      |
| 13.    | Kuldīga kommun       | Rumba socken         |
| 13.    | Kuldīga kommun       | Skrunda stad         |
| 13.    | Kuldīga kommun       | Skrunda socken       |
| 13.    | Kuldīga kommun       | Snēpele socken       |
| 13.    | Kuldīga kommun       | Turlava socken       |
| 13.    | Kuldīga kommun       | Vārme socken         |
| 14.    | Ķekava kommun        | Baldone stad         |
| 14.    | Ķekava kommun        | Baldone socken       |
| 14.    | Ķekava kommun        | Baloži stad          |
| 14.    | Ķekava kommun        | Daugmale socken      |
| 14.    | Ķekava kommun        | Ķekava socken        |
| 14.    | Ķekava kommun        | Ķekava stad          |
| 15.    | Limbaži kommun       | Ainaži stad          |
| 15.    | Limbaži kommun       | Ainaži socken        |
| 15.    | Limbaži kommun       | Aloja stad           |
| 15.    | Limbaži kommun       | Aloja socken         |
| 15.    | Limbaži kommun       | Braslava socken      |
| 15.    | Limbaži kommun       | Brīvzemnieki socken  |
| 15.    | Limbaži kommun       | Katvari socken       |
| 15.    | Limbaži kommun       | Limbaži socken       |
| 15.    | Limbaži kommun       | Limbaži stad         |
| 15.    | Limbaži kommun       | Liepupe socken       |
| 15.    | Limbaži kommun       | Pāle socken          |
| 15.    | Limbaži kommun       | Salacgrīva stad      |
| 15.    | Limbaži kommun       | Salacgrīva socken    |
| 15.    | Limbaži kommun       | Skulte socken        |
| 15.    | Limbaži kommun       | Staicele stad        |
| 15.    | Limbaži kommun       | Staicele socken      |
| 15.    | Limbaži kommun       | Umurga socken        |
| 15.    | Limbaži kommun       | Vidriži socken       |
| 15.    | Limbaži kommun       | Viļķene socken       |
| 16.    | Līvāni kommun        | Jersika socken       |
| 16.    | Līvāni kommun        | Līvāni stad          |
| 16.    | Līvāni kommun        | Rožupe socken        |
| 16.    | Līvāni kommun        | Rudzāti socken       |
| 16.    | Līvāni kommun        | Sutri socken         |
| 16.    | Līvāni kommun        | Turki socken         |
| 17.    | Ludza kommun         | Blonti socken        |
| 17.    | Ludza kommun         | Briģi socken         |
| 17.    | Ludza kommun         | Cibla socken         |
| 17.    | Ludza kommun         | Cirma socken         |
| 17.    | Ludza kommun         | Isnauda socken       |
| 17.    | Ludza kommun         | Istra socken         |
| 17.    | Ludza kommun         | Goliševa socken      |
| 17.    | Ludza kommun         | Kārsava stad         |
| 17.    | Ludza kommun         | Lauderi socken       |
| 17.    | Ludza kommun         | Ludza stad           |
| 17.    | Ludza kommun         | Līdumnieki socken    |
| 17.    | Ludza kommun         | Malnava socken       |
| 17.    | Ludza kommun         | Mērdzene socken      |
| 17.    | Ludza kommun         | Mežvidi socken       |
| 17.    | Ludza kommun         | Nirza socken         |
| 17.    | Ludza kommun         | Ņukši socken         |
| 17.    | Ludza kommun         | Pasiene socken       |
| 17.    | Ludza kommun         | Pilda socken         |
| 17.    | Ludza kommun         | Pureņi socken        |
| 17.    | Ludza kommun         | Pušmucova socken     |
| 17.    | Ludza kommun         | Rundēni socken       |
| 17.    | Ludza kommun         | Salnava socken       |
| 17.    | Ludza kommun         | Zaļesje socken       |
| 17.    | Ludza kommun         | Zilupe stad          |
| 17.    | Ludza kommun         | Zvirgzdene socken    |
| 18.    | Madona kommun        | Arona socken         |
| 18.    | Madona kommun        | Cesvaine stad        |
| 18.    | Madona kommun        | Cesvaine socken      |
| 18.    | Madona kommun        | Barkava socken       |
| 18.    | Madona kommun        | Bērzaune socken      |
| 18.    | Madona kommun        | Dzelzava socken      |
| 18.    | Madona kommun        | Ērgļi socken         |
| 18.    | Madona kommun        | Indrāni socken       |
| 18.    | Madona kommun        | Jumurda socken       |
| 18.    | Madona kommun        | Kalsnava socken      |
| 18.    | Madona kommun        | Lazdona socken       |
| 18.    | Madona kommun        | Liezēre socken       |
| 18.    | Madona kommun        | Lubāna stad          |
| 18.    | Madona kommun        | Ļaudona socken       |
| 18.    | Madona kommun        | Madona stad          |
| 18.    | Madona kommun        | Mārciena socken      |
| 18.    | Madona kommun        | Mētriena socken      |
| 18.    | Madona kommun        | Ošupe socken         |
| 18.    | Madona kommun        | Prauliena socken     |
| 18.    | Madona kommun        | Sausnēja socken      |
| 18.    | Madona kommun        | Sarkaņi socken       |
| 18.    | Madona kommun        | Vestiena socken      |
| 19.    | Mārupe kommun        | Babīte socken        |
| 19.    | Mārupe kommun        | Mārupe socken        |
| 19.    | Mārupe kommun        | Mārupe stad          |
| 19.    | Mārupe kommun        | Sala socken          |
| 20.    | Ogre kommun          | Birzgale socken      |
| 20.    | Ogre kommun          | Ikšķile stad         |
| 20.    | Ogre kommun          | Krape socken         |
| 20.    | Ogre kommun          | Ķegums stad          |
| 20.    | Ogre kommun          | Ķeipene socken       |
| 20.    | Ogre kommun          | Jumprava socken      |
| 20.    | Ogre kommun          | Laubere socken       |
| 20.    | Ogre kommun          | Lēdmane socken       |
| 20.    | Ogre kommun          | Lielvārde stad       |
| 20.    | Ogre kommun          | Lielvārde socken     |
| 20.    | Ogre kommun          | Madliena socken      |
| 20.    | Ogre kommun          | Mazozoli socken      |
| 20.    | Ogre kommun          | Meņģele socken       |
| 20.    | Ogre kommun          | Ogre stad            |
| 20.    | Ogre kommun          | Ogresgals socken     |
| 20.    | Ogre kommun          | Rembate socken       |
| 20.    | Ogre kommun          | Suntaži socken       |
| 20.    | Ogre kommun          | Taurupe socken       |
| 20.    | Ogre kommun          | Tome socken          |
| 20.    | Ogre kommun          | Tīnūži socken        |
| 21.    | Olaine kommun        | Olaine socken        |
| 21.    | Olaine kommun        | Olaine stad          |
| 22.    | Preiļi kommun        | Aglona socken        |
| 22.    | Preiļi kommun        | Aizkalne socken      |
| 22.    | Preiļi kommun        | Galēni socken        |
| 22.    | Preiļi kommun        | Pelēči socken        |
| 22.    | Preiļi kommun        | Preiļi socken        |
| 22.    | Preiļi kommun        | Preiļi stad          |
| 22.    | Preiļi kommun        | Riebiņi socken       |
| 22.    | Preiļi kommun        | Rožkalni socken      |
| 22.    | Preiļi kommun        | Rušona socken        |
| 22.    | Preiļi kommun        | Sauna socken         |
| 22.    | Preiļi kommun        | Silajāņi socken      |
| 22.    | Preiļi kommun        | Sīļukalns socken     |
| 22.    | Preiļi kommun        | Stabulnieki socken   |
| 22.    | Preiļi kommun        | Upmala socken        |
| 22.    | Preiļi kommun        | Vārkava socken       |
| 23.    | Rēzekne kommun       | Audriņi socken       |
| 23.    | Rēzekne kommun       | Bērzgale socken      |
| 23.    | Rēzekne kommun       | Čornaja socken       |
| 23.    | Rēzekne kommun       | Dricāni socken       |
| 23.    | Rēzekne kommun       | Dekšāres socken      |
| 23.    | Rēzekne kommun       | Feimaņi socken       |
| 23.    | Rēzekne kommun       | Gaigalava socken     |
| 23.    | Rēzekne kommun       | Griškāni socken      |
| 23.    | Rēzekne kommun       | Ilzeskalns socken    |
| 23.    | Rēzekne kommun       | Kantinieki socken    |
| 23.    | Rēzekne kommun       | Kaunata socken       |
| 23.    | Rēzekne kommun       | Lendži socken        |
| 23.    | Rēzekne kommun       | Lūznava socken       |
| 23.    | Rēzekne kommun       | Mākoņkalns socken    |
| 23.    | Rēzekne kommun       | Malta socken         |
| 23.    | Rēzekne kommun       | Nagļi socken         |
| 23.    | Rēzekne kommun       | Nautrēni socken      |
| 23.    | Rēzekne kommun       | Ozolaine socken      |
| 23.    | Rēzekne kommun       | Ozolmuiža socken     |
| 23.    | Rēzekne kommun       | Puša socken          |
| 23.    | Rēzekne kommun       | Rikava socken        |
| 23.    | Rēzekne kommun       | Sakstagals socken    |
| 23.    | Rēzekne kommun       | Silmala socken       |
| 23.    | Rēzekne kommun       | Sokolki socken       |
| 23.    | Rēzekne kommun       | Stoļerova socken     |
| 23.    | Rēzekne kommun       | Strūžāni socken      |
| 23.    | Rēzekne kommun       | Vērēmi socken        |
| 23.    | Rēzekne kommun       | Viļāni socken        |
| 23.    | Rēzekne kommun       | Viļāni stad          |
| 24.    | Ropaži kommun        | Garkalne socken      |
| 24.    | Ropaži kommun        | Ropaži socken        |
| 24.    | Ropaži kommun        | Stopiņi socken       |
| 24.    | Ropaži kommun        | Vangaži stad         |
| 25.    | Salaspils kommun     | Salaspils stad       |
| 25.    | Salaspils kommun     | Salaspils socken     |
| 26.    | Saldus kommun        | Brocēni stad         |
| 26.    | Saldus kommun        | Blīdene socken       |
| 26.    | Saldus kommun        | Ciecere socken       |
| 26.    | Saldus kommun        | Ezere socken         |
| 26.    | Saldus kommun        | Gaiķi socken         |
| 26.    | Saldus kommun        | Jaunauce socken      |
| 26.    | Saldus kommun        | Jaunlutriņi socken   |
| 26.    | Saldus kommun        | Kursīši socken       |
| 26.    | Saldus kommun        | Lutriņi socken       |
| 26.    | Saldus kommun        | Nīgrande socken      |
| 26.    | Saldus kommun        | Novadnieki socken    |
| 26.    | Saldus kommun        | Pampāļi socken       |
| 26.    | Saldus kommun        | Remte socken         |
| 26.    | Saldus kommun        | Ruba socken          |
| 26.    | Saldus kommun        | Saldus socken        |
| 26.    | Saldus kommun        | Saldus stad          |
| 26.    | Saldus kommun        | Šķēde socken         |
| 26.    | Saldus kommun        | Vadakste socken      |
| 26.    | Saldus kommun        | Zaņa socken          |
| 26.    | Saldus kommun        | Zirņi socken         |
| 26.    | Saldus kommun        | Zvārde socken        |
| 27.    | Saulkrasti kommun    | Saulkrasti stad      |
| 27.    | Saulkrasti kommun    | Saulkrasti socken    |
| 27.    | Saulkrasti kommun    | Sēja socken          |
| 28.    | Sigulda kommun       | Allaži socken        |
| 28.    | Sigulda kommun       | Inčukalns socken     |
| 28.    | Sigulda kommun       | Krimulda socken      |
| 28.    | Sigulda kommun       | Lēdurga socken       |
| 28.    | Sigulda kommun       | Mālpils socken       |
| 28.    | Sigulda kommun       | More socken          |
| 28.    | Sigulda kommun       | Sigulda socken       |
| 28.    | Sigulda kommun       | Sigulda stad         |
| 29.    | Smiltene kommun      | Ape stad             |
| 29.    | Smiltene kommun      | Ape socken           |
| 29.    | Smiltene kommun      | Bilska socken        |
| 29.    | Smiltene kommun      | Blome socken         |
| 29.    | Smiltene kommun      | Branti socken        |
| 29.    | Smiltene kommun      | Drusti socken        |
| 29.    | Smiltene kommun      | Gaujiena socken      |
| 29.    | Smiltene kommun      | Grundzāle socken     |
| 29.    | Smiltene kommun      | Launkalne socken     |
| 29.    | Smiltene kommun      | Palsmane socken      |
| 29.    | Smiltene kommun      | Rauna socken         |
| 29.    | Smiltene kommun      | Smiltene socken      |
| 29.    | Smiltene kommun      | Smiltene stad        |
| 29.    | Smiltene kommun      | Trapene socken       |
| 29.    | Smiltene kommun      | Variņi socken        |
| 29.    | Smiltene kommun      | Vireši socken        |
| 30.    | Södra Kurzeme kommun | Aizpute socken       |
| 30.    | Södra Kurzeme kommun | Aizpute stad         |
| 30.    | Södra Kurzeme kommun | Bārta socken         |
| 30.    | Södra Kurzeme kommun | Bunka socken         |
| 30.    | Södra Kurzeme kommun | Cīrava socken        |
| 30.    | Södra Kurzeme kommun | Dunalka socken       |
| 30.    | Södra Kurzeme kommun | Dunika socken        |
| 30.    | Södra Kurzeme kommun | Durbe stad           |
| 30.    | Södra Kurzeme kommun | Durbe socken         |
| 30.    | Södra Kurzeme kommun | Embūte socken        |
| 30.    | Södra Kurzeme kommun | Gavieze socken       |
| 30.    | Södra Kurzeme kommun | Gramzda socken       |
| 30.    | Södra Kurzeme kommun | Grobiņa socken       |
| 30.    | Södra Kurzeme kommun | Grobiņa stad         |
| 30.    | Södra Kurzeme kommun | Kalēti socken        |
| 30.    | Södra Kurzeme kommun | Kalvene socken       |
| 30.    | Södra Kurzeme kommun | Kazdanga socken      |
| 30.    | Södra Kurzeme kommun | Laža socken          |
| 30.    | Södra Kurzeme kommun | Medze socken         |
| 30.    | Södra Kurzeme kommun | Nīca socken          |
| 30.    | Södra Kurzeme kommun | Otaņķi socken        |
| 30.    | Södra Kurzeme kommun | Pāvilosta stad       |
| 30.    | Södra Kurzeme kommun | Priekule stad        |
| 30.    | Södra Kurzeme kommun | Priekule socken      |
| 30.    | Södra Kurzeme kommun | Rucava socken        |
| 30.    | Södra Kurzeme kommun | Saka socken          |
| 30.    | Södra Kurzeme kommun | Tadaiķi socken       |
| 30.    | Södra Kurzeme kommun | Vaiņode socken       |
| 30.    | Södra Kurzeme kommun | Vecpils socken       |
| 30.    | Södra Kurzeme kommun | Vērgale socken       |
| 30.    | Södra Kurzeme kommun | Virga socken         |
| 31.    | Talsi kommun         | Abava socken         |
| 31.    | Talsi kommun         | Ārlava socken        |
| 31.    | Talsi kommun         | Balgale socken       |
| 31.    | Talsi kommun         | Dundaga socken       |
| 31.    | Talsi kommun         | Ģibuļi socken        |
| 31.    | Talsi kommun         | Īve socken           |
| 31.    | Talsi kommun         | Kolka socken         |
| 31.    | Talsi kommun         | Ķūļciems socken      |
| 31.    | Talsi kommun         | Laidze socken        |
| 31.    | Talsi kommun         | Lauciene socken      |
| 31.    | Talsi kommun         | Lībagi socken        |
| 31.    | Talsi kommun         | Lube socken          |
| 31.    | Talsi kommun         | Mērsrags socken      |
| 31.    | Talsi kommun         | Roja socken          |
| 31.    | Talsi kommun         | Sabile stad          |
| 31.    | Talsi kommun         | Stende stad          |
| 31.    | Talsi kommun         | Strazde socken       |
| 31.    | Talsi kommun         | Talsi stad           |
| 31.    | Talsi kommun         | Valdemārpils stad    |
| 31.    | Talsi kommun         | Valdgale socken      |
| 31.    | Talsi kommun         | Vandzene socken      |
| 31.    | Talsi kommun         | Virbi socken         |
| 32.    | Tukums kommun        | Cēre socken          |
| 32.    | Tukums kommun        | Engure socken        |
| 32.    | Tukums kommun        | Degole socken        |
| 32.    | Tukums kommun        | Džūkste socken       |
| 32.    | Tukums kommun        | Irlava socken        |
| 32.    | Tukums kommun        | Jaunpils socken      |
| 32.    | Tukums kommun        | Jaunsāti socken      |
| 32.    | Tukums kommun        | Kandava socken       |
| 32.    | Tukums kommun        | Kandava stad         |
| 32.    | Tukums kommun        | Lapmežciems socken   |
| 32.    | Tukums kommun        | Matkule socken       |
| 32.    | Tukums kommun        | Lestene socken       |
| 32.    | Tukums kommun        | Pūre socken          |
| 32.    | Tukums kommun        | Sēme socken          |
| 32.    | Tukums kommun        | Slampe socken        |
| 32.    | Tukums kommun        | Tukums stad          |
| 32.    | Tukums kommun        | Tume socken          |
| 32.    | Tukums kommun        | Zentene socken       |
| 32.    | Tukums kommun        | Smārde socken        |
| 32.    | Tukums kommun        | Viesati socken       |
| 32.    | Tukums kommun        | Vāne socken          |
| 32.    | Tukums kommun        | Zante socken         |
| 32.    | Tukums kommun        | Zemīte socken        |
| 33.    | Valka kommun         | Ērģeme socken        |
| 33.    | Valka kommun         | Kārķi socken         |
| 33.    | Valka kommun         | Valka socken         |
| 33.    | Valka kommun         | Valka stad           |
| 33.    | Valka kommun         | Vijciems socken      |
| 33.    | Valka kommun         | Zvārtava socken      |
| 34.    | Valmiera kommun      | Bērzaine socken      |
| 34.    | Valmiera kommun      | Brenguļi socken      |
| 34.    | Valmiera kommun      | Burtnieki socken     |
| 34.    | Valmiera kommun      | Dikļi socken         |
| 34.    | Valmiera kommun      | Ēvele socken         |
| 34.    | Valmiera kommun      | Ipiķi socken         |
| 34.    | Valmiera kommun      | Jeri socken          |
| 34.    | Valmiera kommun      | Jērcēni socken       |
| 34.    | Valmiera kommun      | Kauguri socken       |
| 34.    | Valmiera kommun      | Kocēni socken        |
| 34.    | Valmiera kommun      | Ķoņi socken          |
| 34.    | Valmiera kommun      | Lode socken          |
| 34.    | Valmiera kommun      | Matīši socken        |
| 34.    | Valmiera kommun      | Mazsalaca stad       |
| 34.    | Valmiera kommun      | Mazsalaca socken     |
| 34.    | Valmiera kommun      | Naukšēni socken      |
| 34.    | Valmiera kommun      | Plāņi socken         |
| 34.    | Valmiera kommun      | Ramata socken        |
| 34.    | Valmiera kommun      | Rencēni socken       |
| 34.    | Valmiera kommun      | Rūjiena stad         |
| 34.    | Valmiera kommun      | Seda stad            |
| 34.    | Valmiera kommun      | Sēļi socken          |
| 34.    | Valmiera kommun      | Skaņkalne socken     |
| 34.    | Valmiera kommun      | Strenči stad         |
| 34.    | Valmiera kommun      | Trikāta socken       |
| 34.    | Valmiera kommun      | Vaidava socken       |
| 34.    | Valmiera kommun      | Valmiera socken      |
| 34.    | Valmiera kommun      | Valmiera stad        |
| 34.    | Valmiera kommun      | Vecate socken        |
| 34.    | Valmiera kommun      | Vilpulka socken      |
| 34.    | Valmiera kommun      | Zilākalns socken     |
| 35.    | Varakļāni kommun     | Murmastiene socken   |
| 35.    | Varakļāni kommun     | Varakļāni socken     |
| 35.    | Varakļāni kommun     | Varakļāni stad       |
| 36.    | Ventspils kommun     | Ance socken          |
| 36.    | Ventspils kommun     | Jūrkalne socken      |
| 36.    | Ventspils kommun     | Piltene stad         |
| 36.    | Ventspils kommun     | Piltene socken       |
| 36.    | Ventspils kommun     | Pope socken          |
| 36.    | Ventspils kommun     | Puze socken          |
| 36.    | Ventspils kommun     | Tārgale socken       |
| 36.    | Ventspils kommun     | Ugāle socken         |
| 36.    | Ventspils kommun     | Usma socken          |
| 36.    | Ventspils kommun     | Užava socken         |
| 36.    | Ventspils kommun     | Vārve socken         |
| 36.    | Ventspils kommun     | Ziras socken         |
| 36.    | Ventspils kommun     | Zlēkas socken        |

## Republikstäder 2009–2021

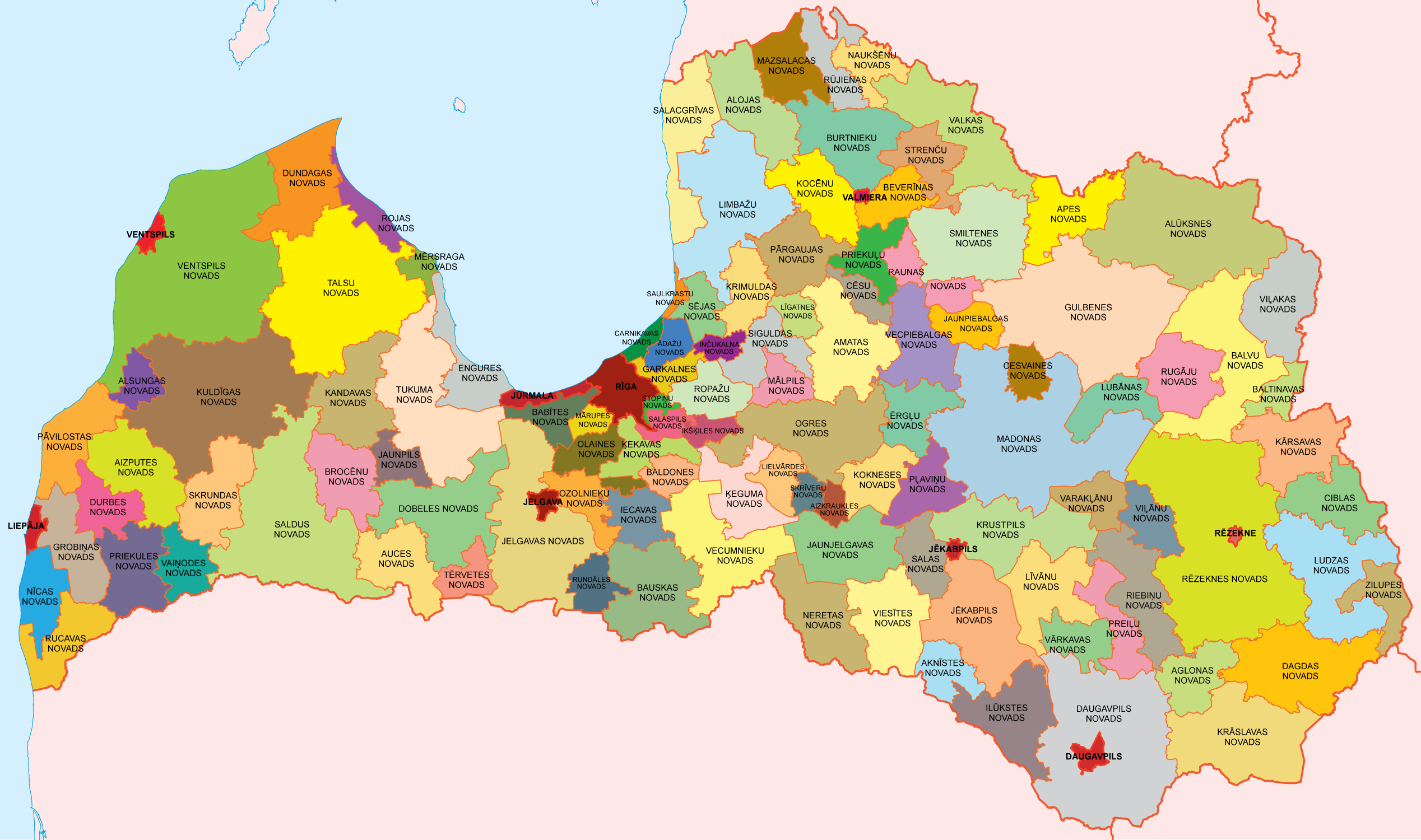
Lettlands republikstäder och kommuner 2009–2021

Republikstäder (republikas pilsētas) under perioden 1 juli 2009 till 30 juni 2021:
| Nummer | Vapen | Namn       |
| ------ | ----- | ---------- |
| 1.     |       | Daugavpils |
| 2.     |       | Jēkabpils  |
| 3.     |       | Jelgava    |
| 4.     |       | Jūrmala    |
| 5.     |       | Liepāja    |
| 6.     |       | Rēzekne    |
| 7.     |       | Rīga       |
| 8.     |       | Valmiera   |
| 9.     |       | Ventspils  |

## Kommuner och socknar 2009–2021
Tabell över kommuner (novads) och socknar (pagasts) avseende perioden 1 juli 2009 till 30 juni 2021:
| Number | Kommun              | Socknar och städer   |
| ------ | ------------------- | -------------------- |
| 1.     | Aglona kommun       | Aglona socken        |
| 1.     | Aglona kommun       | Grāveri socken       |
| 1.     | Aglona kommun       | Kastuļina socken     |
| 1.     | Aglona kommun       | Šķeltova socken      |
| 2.     | Aizkraukle kommun   | Aizkraukle socken    |
| 2.     | Aizkraukle kommun   | Aizkraukle stad      |
| 3.     | Aizpute kommun      | Aizpute socken       |
| 3.     | Aizpute kommun      | Aizpute stad         |
| 3.     | Aizpute kommun      | Cīrava socken        |
| 3.     | Aizpute kommun      | Kalvene socken       |
| 3.     | Aizpute kommun      | Kazdanga socken      |
| 3.     | Aizpute kommun      | Laža socken          |
| 4.     | Aknīste kommun      | Aknīste stad         |
| 4.     | Aknīste kommun      | Aknīste socken       |
| 4.     | Aknīste kommun      | Asare socken         |
| 4.     | Aknīste kommun      | Gārsene socken       |
| 5.     | Aloja kommun        | Aloja stad           |
| 5.     | Aloja kommun        | Aloja socken         |
| 5.     | Aloja kommun        | Braslava socken      |
| 5.     | Aloja kommun        | Brīvzemnieki socken  |
| 5.     | Aloja kommun        | Staicele stad        |
| 5.     | Aloja kommun        | Staicele socken      |
| 6.     | Alsunga kommun      |                      |
| 7.     | Alūksne kommun      | Alsviķi socken       |
| 7.     | Alūksne kommun      | Alūksne stad         |
| 7.     | Alūksne kommun      | Anna socken          |
| 7.     | Alūksne kommun      | Ilzene socken        |
| 7.     | Alūksne kommun      | Jaunalūksne socken   |
| 7.     | Alūksne kommun      | Jaunanna socken      |
| 7.     | Alūksne kommun      | Jaunlaicene socken   |
| 7.     | Alūksne kommun      | Kalncempji socken    |
| 7.     | Alūksne kommun      | Liepna socken        |
| 7.     | Alūksne kommun      | Maliena socken       |
| 7.     | Alūksne kommun      | Mālupe socken        |
| 7.     | Alūksne kommun      | Mārkalne socken      |
| 7.     | Alūksne kommun      | Pededze socken       |
| 7.     | Alūksne kommun      | Veclaicene socken    |
| 7.     | Alūksne kommun      | Zeltiņi socken       |
| 7.     | Alūksne kommun      | Ziemeri socken       |
| 8.     | Amata kommun        | Amata socken         |
| 8.     | Amata kommun        | Drabeši socken       |
| 8.     | Amata kommun        | Nītaure socken       |
| 8.     | Amata kommun        | Skujene socken       |
| 8.     | Amata kommun        | Zaube socken         |
| 9.     | Ape kommun          | Ape stad             |
| 9.     | Ape kommun          | Ape socken           |
| 9.     | Ape kommun          | Gaujiena socken      |
| 9.     | Ape kommun          | Trapene socken       |
| 9.     | Ape kommun          | Vireši socken        |
| 10.    | Auce kommun         | Auce stad            |
| 10.    | Auce kommun         | Bēne socken          |
| 10.    | Auce kommun         | Īle socken           |
| 10.    | Auce kommun         | Lielauce socken      |
| 10.    | Auce kommun         | Ukri socken          |
| 10.    | Auce kommun         | Vecauce socken       |
| 10.    | Auce kommun         | Vītiņi socken        |
| 11.    | Ādaži kommun        |                      |
| 12.    | Babīte kommun       | Sala socken          |
| 12.    | Babīte kommun       | Babīte socken        |
| 13.    | Baldone kommun      | Baldone stad         |
| 13.    | Baldone kommun      | Baldone socken       |
| 14.    | Baltinava kommun    |                      |
| 15.    | Balvi kommun        | Balvi socken         |
| 15.    | Balvi kommun        | Balvi stad           |
| 15.    | Balvi kommun        | Bērzkalne socken     |
| 15.    | Balvi kommun        | Bērzpils socken      |
| 15.    | Balvi kommun        | Briežuciems socken   |
| 15.    | Balvi kommun        | Krišjāņi socken      |
| 15.    | Balvi kommun        | Kubuli socken        |
| 15.    | Balvi kommun        | Lazduleja socken     |
| 15.    | Balvi kommun        | Tilža socken         |
| 15.    | Balvi kommun        | Vectilža socken      |
| 15.    | Balvi kommun        | Vīksna socken        |
| 16.    | Bauska kommun       | Bauska stad          |
| 16.    | Bauska kommun       | Brunava socken       |
| 16.    | Bauska kommun       | Ceraukste socken     |
| 16.    | Bauska kommun       | Code socken          |
| 16.    | Bauska kommun       | Dāviņi socken        |
| 16.    | Bauska kommun       | Gailīši socken       |
| 16.    | Bauska kommun       | Īslīce socken        |
| 16.    | Bauska kommun       | Mežotne socken       |
| 16.    | Bauska kommun       | Vecsaule socken      |
| 17.    | Beverīna kommun     | Brenguļi socken      |
| 17.    | Beverīna kommun     | Kauguri socken       |
| 17.    | Beverīna kommun     | Trikāta socken       |
| 18.    | Brocēni kommun      | Brocēni stad         |
| 18.    | Brocēni kommun      | Blīdene socken       |
| 18.    | Brocēni kommun      | Ciecere socken       |
| 18.    | Brocēni kommun      | Gaiķi socken         |
| 18.    | Brocēni kommun      | Remte socken         |
| 19.    | Burtnieki kommun    | Burtnieki socken     |
| 19.    | Burtnieki kommun    | Ēvele socken         |
| 19.    | Burtnieki kommun    | Matīši socken        |
| 19.    | Burtnieki kommun    | Rencēni socken       |
| 19.    | Burtnieki kommun    | Valmiera socken      |
| 19.    | Burtnieki kommun    | Vecate socken        |
| 20.    | Carnikava kommun    |                      |
| 21.    | Cēsis kommun        | Cēsis stad           |
| 21.    | Cēsis kommun        | Vaive socken         |
| 22.    | Cesvaine kommun     | Cesvaine stad        |
| 22.    | Cesvaine kommun     | Cesvaine socken      |
| 23.    | Cibla kommun        | Blonti socken        |
| 23.    | Cibla kommun        | Cibla socken         |
| 23.    | Cibla kommun        | Līdumnieki socken    |
| 23.    | Cibla kommun        | Pušmucova socken     |
| 23.    | Cibla kommun        | Zvirgzdene socken    |
| 24.    | Dagda kommun        | Andrupene socken     |
| 24.    | Dagda kommun        | Andzeļi socken       |
| 24.    | Dagda kommun        | Asūne socken         |
| 24.    | Dagda kommun        | Bērziņi socken       |
| 24.    | Dagda kommun        | Dagda stad           |
| 24.    | Dagda kommun        | Dagda socken         |
| 24.    | Dagda kommun        | Ezernieki socken     |
| 24.    | Dagda kommun        | Konstantinova socken |
| 24.    | Dagda kommun        | Ķepova socken        |
| 24.    | Dagda kommun        | Svariņi socken       |
| 24.    | Dagda kommun        | Šķaune socken        |
| 25.    | Daugavpils kommun   | Ambeļi socken        |
| 25.    | Daugavpils kommun   | Biķernieki socken    |
| 25.    | Daugavpils kommun   | Demene socken        |
| 25.    | Daugavpils kommun   | Dubna socken         |
| 25.    | Daugavpils kommun   | Kalkūne socken       |
| 25.    | Daugavpils kommun   | Kalupe socken        |
| 25.    | Daugavpils kommun   | Laucesa socken       |
| 25.    | Daugavpils kommun   | Līksna socken        |
| 25.    | Daugavpils kommun   | Maļinova socken      |
| 25.    | Daugavpils kommun   | Medumi socken        |
| 25.    | Daugavpils kommun   | Naujene socken       |
| 25.    | Daugavpils kommun   | Nīcgale socken       |
| 25.    | Daugavpils kommun   | Saliena socken       |
| 25.    | Daugavpils kommun   | Skrudaliena socken   |
| 25.    | Daugavpils kommun   | Svente socken        |
| 25.    | Daugavpils kommun   | Tabore socken        |
| 25.    | Daugavpils kommun   | Vabole socken        |
| 25.    | Daugavpils kommun   | Vecsaliena socken    |
| 25.    | Daugavpils kommun   | Višķi socken         |
| 26.    | Dobele kommun       | Annenieki socken     |
| 26.    | Dobele kommun       | Auri socken          |
| 26.    | Dobele kommun       | Bērze socken         |
| 26.    | Dobele kommun       | Biksti socken        |
| 26.    | Dobele kommun       | Dobele socken        |
| 26.    | Dobele kommun       | Dobele stad          |
| 26.    | Dobele kommun       | Jaunbērze socken     |
| 26.    | Dobele kommun       | Krimūna socken       |
| 26.    | Dobele kommun       | Naudīte socken       |
| 26.    | Dobele kommun       | Penkule socken       |
| 26.    | Dobele kommun       | Zebrene socken       |
| 27.    | Dundaga kommun      | Kolka socken         |
| 27.    | Dundaga kommun      | Dundaga socken       |
| 28.    | Durbe kommun        | Dunalka socken       |
| 28.    | Durbe kommun        | Durbe stad           |
| 28.    | Durbe kommun        | Durbe socken         |
| 28.    | Durbe kommun        | Tadaiķi socken       |
| 28.    | Durbe kommun        | Vecpils socken       |
| 29.    | Engure kommun       | Engure socken        |
| 29.    | Engure kommun       | Lapmežciems socken   |
| 29.    | Engure kommun       | Smārde socken        |
| 30.    | Ērgļi kommun        | Ērgļi socken         |
| 30.    | Ērgļi kommun        | Jumurda socken       |
| 30.    | Ērgļi kommun        | Sausnēja socken      |
| 31.    | Garkalne kommun     |                      |
| 32.    | Grobiņa kommun      | Bārta socken         |
| 32.    | Grobiņa kommun      | Gavieze socken       |
| 32.    | Grobiņa kommun      | Grobiņa socken       |
| 32.    | Grobiņa kommun      | Grobiņa stad         |
| 32.    | Grobiņa kommun      | Medze socken         |
| 33.    | Gulbene kommun      | Beļava socken        |
| 33.    | Gulbene kommun      | Dauksti socken       |
| 33.    | Gulbene kommun      | Druviena socken      |
| 33.    | Gulbene kommun      | Galgauska socken     |
| 33.    | Gulbene kommun      | Gulbene stad         |
| 33.    | Gulbene kommun      | Jaungulbene socken   |
| 33.    | Gulbene kommun      | Lejasciems socken    |
| 33.    | Gulbene kommun      | Litene socken        |
| 33.    | Gulbene kommun      | Lizums socken        |
| 33.    | Gulbene kommun      | Līgo socken          |
| 33.    | Gulbene kommun      | Ranka socken         |
| 33.    | Gulbene kommun      | Stāmeriena socken    |
| 33.    | Gulbene kommun      | Stradi socken        |
| 33.    | Gulbene kommun      | Tirza socken         |
| 34.    | Iecava kommun       |                      |
| 35.    | Ikšķile kommun      | Ikšķile stad         |
| 35.    | Ikšķile kommun      | Tīnūži socken        |
| 36.    | Inčukalns kommun    | Inčukalns socken     |
| 36.    | Inčukalns kommun    | Vangaži stad         |
| 37.    | Ilūkste kommun      | Bebrene socken       |
| 37.    | Ilūkste kommun      | Dviete socken        |
| 37.    | Ilūkste kommun      | Eglaine socken       |
| 37.    | Ilūkste kommun      | Ilūkste stad         |
| 37.    | Ilūkste kommun      | Pilskalne socken     |
| 37.    | Ilūkste kommun      | Prode socken         |
| 37.    | Ilūkste kommun      | Subate stad          |
| 37.    | Ilūkste kommun      | Šēdere socken        |
| 38.    | Jaunjelgava kommun  | Daudzese socken      |
| 38.    | Jaunjelgava kommun  | Jaunjelgava stad     |
| 38.    | Jaunjelgava kommun  | Jaunjelgava socken   |
| 38.    | Jaunjelgava kommun  | Sece socken          |
| 38.    | Jaunjelgava kommun  | Sērene socken        |
| 38.    | Jaunjelgava kommun  | Staburags socken     |
| 38.    | Jaunjelgava kommun  | Sunākste socken      |
| 39.    | Jaunpiebalga kommun | Jaunpiebalga socken  |
| 39.    | Jaunpiebalga kommun | Zosēni socken        |
| 40.    | Jaunpils kommun     | Jaunpils socken      |
| 40.    | Jaunpils kommun     | Viesati socken       |
| 41.    | Jēkabpils kommun    | Ābeļi socken         |
| 41.    | Jēkabpils kommun    | Dignāja socken       |
| 41.    | Jēkabpils kommun    | Dunava socken        |
| 41.    | Jēkabpils kommun    | Kalna socken         |
| 41.    | Jēkabpils kommun    | Leimaņi socken       |
| 41.    | Jēkabpils kommun    | Rubene socken        |
| 41.    | Jēkabpils kommun    | Zasa socken          |
| 42.    | Jelgava kommun      | Eleja socken         |
| 42.    | Jelgava kommun      | Glūda socken         |
| 42.    | Jelgava kommun      | Jaunsvirlauka socken |
| 42.    | Jelgava kommun      | Kalnciems socken     |
| 42.    | Jelgava kommun      | Lielplatone socken   |
| 42.    | Jelgava kommun      | Līvbērze socken      |
| 42.    | Jelgava kommun      | Platone socken       |
| 42.    | Jelgava kommun      | Sesava socken        |
| 42.    | Jelgava kommun      | Svēte socken         |
| 42.    | Jelgava kommun      | Valgunde socken      |
| 42.    | Jelgava kommun      | Vilce socken         |
| 42.    | Jelgava kommun      | Vircava socken       |
| 42.    | Jelgava kommun      | Zaļenieki socken     |
| 43.    | Kandava kommun      | Cēre socken          |
| 43.    | Kandava kommun      | Kandava socken       |
| 43.    | Kandava kommun      | Kandava stad         |
| 43.    | Kandava kommun      | Matkule socken       |
| 43.    | Kandava kommun      | Vāne socken          |
| 43.    | Kandava kommun      | Zante socken         |
| 43.    | Kandava kommun      | Zemīte socken        |
| 44.    | Kārsava kommun      | Goliševa socken      |
| 44.    | Kārsava kommun      | Kārsava stad         |
| 44.    | Kārsava kommun      | Malnava socken       |
| 44.    | Kārsava kommun      | Mērdzene socken      |
| 44.    | Kārsava kommun      | Mežvidi socken       |
| 44.    | Kārsava kommun      | Salnava socken       |
| 45.    | Kocēni kommun       | Bērzaine socken      |
| 45.    | Kocēni kommun       | Dikļi socken         |
| 45.    | Kocēni kommun       | Kocēni socken        |
| 45.    | Kocēni kommun       | Vaidava socken       |
| 45.    | Kocēni kommun       | Zilākalns socken     |
| 46.    | Koknese kommun      | Bebri socken         |
| 46.    | Koknese kommun      | Irši socken          |
| 46.    | Koknese kommun      | Koknese socken       |
| 47.    | Krāslava kommun     | Auleja socken        |
| 47.    | Krāslava kommun     | Indra socken         |
| 47.    | Krāslava kommun     | Izvalta socken       |
| 47.    | Krāslava kommun     | Kalnieši socken      |
| 47.    | Krāslava kommun     | Kaplava socken       |
| 47.    | Krāslava kommun     | Kombuļi socken       |
| 47.    | Krāslava kommun     | Krāslava socken      |
| 47.    | Krāslava kommun     | Krāslava stad        |
| 47.    | Krāslava kommun     | Piedruja socken      |
| 47.    | Krāslava kommun     | Robežnieki socken    |
| 47.    | Krāslava kommun     | Skaista socken       |
| 47.    | Krāslava kommun     | Ūdrīši socken        |
| 48.    | Krimulda kommun     | Krimulda socken      |
| 48.    | Krimulda kommun     | Lēdurga socken       |
| 49.    | Krustpils kommun    | Atašiene socken      |
| 49.    | Krustpils kommun    | Krustpils socken     |
| 49.    | Krustpils kommun    | Kūkas socken         |
| 49.    | Krustpils kommun    | Mežāre socken        |
| 49.    | Krustpils kommun    | Varieši socken       |
| 49.    | Krustpils kommun    | Vīpe socken          |
| 50.    | Kuldīga kommun      | Ēdole socken         |
| 50.    | Kuldīga kommun      | Gudenieki socken     |
| 50.    | Kuldīga kommun      | Īvande socken        |
| 50.    | Kuldīga kommun      | Kabile socken        |
| 50.    | Kuldīga kommun      | Kuldīga stad         |
| 50.    | Kuldīga kommun      | Kurmāle socken       |
| 50.    | Kuldīga kommun      | Laidi socken         |
| 50.    | Kuldīga kommun      | Padure socken        |
| 50.    | Kuldīga kommun      | Pelči socken         |
| 50.    | Kuldīga kommun      | Renda socken         |
| 50.    | Kuldīga kommun      | Rumba socken         |
| 50.    | Kuldīga kommun      | Snēpele socken       |
| 50.    | Kuldīga kommun      | Turlava socken       |
| 50.    | Kuldīga kommun      | Vārme socken         |
| 51.    | Ķegums kommun       | Ķegums stad          |
| 51.    | Ķegums kommun       | Birzgale socken      |
| 51.    | Ķegums kommun       | Rembate socken       |
| 51.    | Ķegums kommun       | Tome socken          |
| 52.    | Ķekava kommun       | Baloži stad          |
| 52.    | Ķekava kommun       | Daugmale socken      |
| 52.    | Ķekava kommun       | Ķekava socken        |
| 53.    | Lielvārde kommun    | Jumprava socken      |
| 53.    | Lielvārde kommun    | Lēdmane socken       |
| 53.    | Lielvārde kommun    | Lielvārde stad       |
| 53.    | Lielvārde kommun    | Lielvārde socken     |
| 54.    | Līgatne kommun      | Līgatne socken       |
| 54.    | Līgatne kommun      | Līgatne stad         |
| 55.    | Limbaži kommun      | Katvari socken       |
| 55.    | Limbaži kommun      | Limbaži socken       |
| 55.    | Limbaži kommun      | Limbaži stad         |
| 55.    | Limbaži kommun      | Pāle socken          |
| 55.    | Limbaži kommun      | Skulte socken        |
| 55.    | Limbaži kommun      | Umurga socken        |
| 55.    | Limbaži kommun      | Vidriži socken       |
| 55.    | Limbaži kommun      | Viļķene socken       |
| 56.    | Līvāni kommun       | Jersika socken       |
| 56.    | Līvāni kommun       | Līvāni stad          |
| 56.    | Līvāni kommun       | Rožupe socken        |
| 56.    | Līvāni kommun       | Rudzāti socken       |
| 56.    | Līvāni kommun       | Sutri socken         |
| 56.    | Līvāni kommun       | Turki socken         |
| 57.    | Lubāna kommun       | Indrāni socken       |
| 57.    | Lubāna kommun       | Lubāna stad          |
| 58.    | Ludza kommun        | Briģi socken         |
| 58.    | Ludza kommun        | Cirma socken         |
| 58.    | Ludza kommun        | Isnauda socken       |
| 58.    | Ludza kommun        | Istra socken         |
| 58.    | Ludza kommun        | Ludza stad           |
| 58.    | Ludza kommun        | Nirza socken         |
| 58.    | Ludza kommun        | Ņukši socken         |
| 58.    | Ludza kommun        | Pilda socken         |
| 58.    | Ludza kommun        | Pureņi socken        |
| 58.    | Ludza kommun        | Rundēni socken       |
| 59.    | Madona kommun       | Arona socken         |
| 59.    | Madona kommun       | Barkava socken       |
| 59.    | Madona kommun       | Bērzaune socken      |
| 59.    | Madona kommun       | Dzelzava socken      |
| 59.    | Madona kommun       | Kalsnava socken      |
| 59.    | Madona kommun       | Lazdona socken       |
| 59.    | Madona kommun       | Liezēre socken       |
| 59.    | Madona kommun       | Ļaudona socken       |
| 59.    | Madona kommun       | Madona stad          |
| 59.    | Madona kommun       | Mārciena socken      |
| 59.    | Madona kommun       | Mētriena socken      |
| 59.    | Madona kommun       | Ošupe socken         |
| 59.    | Madona kommun       | Prauliena socken     |
| 59.    | Madona kommun       | Sarkaņi socken       |
| 59.    | Madona kommun       | Vestiena socken      |
| 60.    | Mālpils kommun      |                      |
| 61.    | Mārupe kommun       |                      |
| 62.    | Mazsalaca kommun    | Mazsalaca stad       |
| 62.    | Mazsalaca kommun    | Mazsalaca socken     |
| 62.    | Mazsalaca kommun    | Ramata socken        |
| 62.    | Mazsalaca kommun    | Sēļi socken          |
| 62.    | Mazsalaca kommun    | Skaņkalne socken     |
| 63.    | Mērsrags kommun     |                      |
| 64.    | Naukšēni kommun     | Ķoņi socken          |
| 64.    | Naukšēni kommun     | Naukšēni socken      |
| 65.    | Nereta kommun       | Mazzalve socken      |
| 65.    | Nereta kommun       | Nereta socken        |
| 65.    | Nereta kommun       | Pilskalne socken     |
| 65.    | Nereta kommun       | Zalve socken         |
| 66.    | Nīca Kommun         | Nīca socken          |
| 66.    | Nīca Kommun         | Otaņķi socken        |
| 67.    | Ogre kommun         | Krape socken         |
| 67.    | Ogre kommun         | Ķeipene socken       |
| 67.    | Ogre kommun         | Laubere socken       |
| 67.    | Ogre kommun         | Madliena socken      |
| 67.    | Ogre kommun         | Mazozoli socken      |
| 67.    | Ogre kommun         | Meņģele socken       |
| 67.    | Ogre kommun         | Ogre stad            |
| 67.    | Ogre kommun         | Ogresgals socken     |
| 67.    | Ogre kommun         | Suntaži socken       |
| 67.    | Ogre kommun         | Taurupe socken       |
| 68.    | Olaine kommun       | Olaine socken        |
| 68.    | Olaine kommun       | Olaine stad          |
| 69.    | Ozolnieki kommun    | Ozolnieki socken     |
| 69.    | Ozolnieki kommun    | Cena socken          |
| 69.    | Ozolnieki kommun    | Salgale socken       |
| 70.    | Pārgauja kommun     | Raiskums socken      |
| 70.    | Pārgauja kommun     | Stalbe socken        |
| 70.    | Pārgauja kommun     | Straupe socken       |
| 71.    | Pāvilosta kommun    | Vērgale socken       |
| 71.    | Pāvilosta kommun    | Pāvilosta stad       |
| 71.    | Pāvilosta kommun    | Saka socken          |
| 72.    | Pļaviņas kommun     | Aiviekste socken     |
| 72.    | Pļaviņas kommun     | Klintaine socken     |
| 72.    | Pļaviņas kommun     | Pļaviņas stad        |
| 72.    | Pļaviņas kommun     | Vietalva socken      |
| 73.    | Preiļi kommun       | Aizkalne socken      |
| 73.    | Preiļi kommun       | Pelēči socken        |
| 73.    | Preiļi kommun       | Preiļi socken        |
| 73.    | Preiļi kommun       | Preiļi stad          |
| 73.    | Preiļi kommun       | Sauna socken         |
| 74.    | Priekule kommun     | Bunka socken         |
| 74.    | Priekule kommun     | Virga socken         |
| 74.    | Priekule kommun     | Gramzda socken       |
| 74.    | Priekule kommun     | Kalēti socken        |
| 74.    | Priekule kommun     | Priekule stad        |
| 74.    | Priekule kommun     | Priekule socken      |
| 75.    | Priekuļi kommun     | Liepa socken         |
| 75.    | Priekuļi kommun     | Mārsnēni socken      |
| 75.    | Priekuļi kommun     | Priekuļi socken      |
| 75.    | Priekuļi kommun     | Veselava socken      |
| 76.    | Rauna kommun        | Drusti socken        |
| 76.    | Rauna kommun        | Rauna socken         |
| 77.    | Rēzekne kommun      | Audriņi socken       |
| 77.    | Rēzekne kommun      | Bērzgale socken      |
| 77.    | Rēzekne kommun      | Čornaja socken       |
| 77.    | Rēzekne kommun      | Dricāni socken       |
| 77.    | Rēzekne kommun      | Feimaņi socken       |
| 77.    | Rēzekne kommun      | Gaigalava socken     |
| 77.    | Rēzekne kommun      | Griškāni socken      |
| 77.    | Rēzekne kommun      | Ilzeskalns socken    |
| 77.    | Rēzekne kommun      | Kantinieki socken    |
| 77.    | Rēzekne kommun      | Kaunata socken       |
| 77.    | Rēzekne kommun      | Lendži socken        |
| 77.    | Rēzekne kommun      | Lūznava socken       |
| 77.    | Rēzekne kommun      | Mākoņkalns socken    |
| 77.    | Rēzekne kommun      | Malta socken         |
| 77.    | Rēzekne kommun      | Nagļi socken         |
| 77.    | Rēzekne kommun      | Nautrēni socken      |
| 77.    | Rēzekne kommun      | Ozolaine socken      |
| 77.    | Rēzekne kommun      | Ozolmuiža socken     |
| 77.    | Rēzekne kommun      | Puša socken          |
| 77.    | Rēzekne kommun      | Rikava socken        |
| 77.    | Rēzekne kommun      | Sakstagals socken    |
| 77.    | Rēzekne kommun      | Silmala socken       |
| 77.    | Rēzekne kommun      | Stoļerova socken     |
| 77.    | Rēzekne kommun      | Strūžāni socken      |
| 77.    | Rēzekne kommun      | Vērēmi socken        |
| 78.    | Riebiņi kommun      | Galēni socken        |
| 78.    | Riebiņi kommun      | Riebiņi socken       |
| 78.    | Riebiņi kommun      | Rušona socken        |
| 78.    | Riebiņi kommun      | Silajāņi socken      |
| 78.    | Riebiņi kommun      | Sīļukalns socken     |
| 78.    | Riebiņi kommun      | Stabulnieki socken   |
| 79.    | Roja kommun         | Roja socken          |
| 80.    | Ropaži kommun       |                      |
| 81.    | Rucava kommun       | Dunika socken        |
| 81.    | Rucava kommun       | Rucava socken        |
| 82.    | Rugāji kommun       | Lazdukalns socken    |
| 82.    | Rugāji kommun       | Rugāji socken        |
| 83.    | Rundāle kommun      | Rundāle socken       |
| 83.    | Rundāle kommun      | Svitene socken       |
| 83.    | Rundāle kommun      | Viesturi socken      |
| 84.    | Rūjiena kommun      | Ipiķi socken         |
| 84.    | Rūjiena kommun      | Jeri socken          |
| 84.    | Rūjiena kommun      | Lode socken          |
| 84.    | Rūjiena kommun      | Rūjiena stad         |
| 84.    | Rūjiena kommun      | Vilpulka socken      |
| 85.    | Salacgrīva kommun   | Ainaži stad          |
| 85.    | Salacgrīva kommun   | Ainaži socken        |
| 85.    | Salacgrīva kommun   | Liepupe socken       |
| 85.    | Salacgrīva kommun   | Salacgrīva stad      |
| 85.    | Salacgrīva kommun   | Salacgrīva socken    |
| 86.    | Sala kommun         | Sēlpils socken       |
| 86.    | Sala kommun         | Sala socken          |
| 87.    | Salaspils kommun    | Salaspils stad       |
| 87.    | Salaspils kommun    | Salaspils socken     |
| 88.    | Saldus kommun       | Ezere socken         |
| 88.    | Saldus kommun       | Jaunauce socken      |
| 88.    | Saldus kommun       | Jaunlutriņi socken   |
| 88.    | Saldus kommun       | Kursīši socken       |
| 88.    | Saldus kommun       | Lutriņi socken       |
| 88.    | Saldus kommun       | Nīgrande socken      |
| 88.    | Saldus kommun       | Novadnieki socken    |
| 88.    | Saldus kommun       | Pampāļi socken       |
| 88.    | Saldus kommun       | Ruba socken          |
| 88.    | Saldus kommun       | Saldus socken        |
| 88.    | Saldus kommun       | Saldus stad          |
| 88.    | Saldus kommun       | Šķēde socken         |
| 88.    | Saldus kommun       | Vadakste socken      |
| 88.    | Saldus kommun       | Zaņa socken          |
| 88.    | Saldus kommun       | Zirņi socken         |
| 88.    | Saldus kommun       | Zvārde socken        |
| 89.    | Saulkrasti kommun   | Saulkrasti stad      |
| 89.    | Saulkrasti kommun   | Saulkrasti socken    |
| 90.    | Sēja kommun         |                      |
| 91.    | Sigulda kommun      | Allaži socken        |
| 91.    | Sigulda kommun      | More socken          |
| 91.    | Sigulda kommun      | Sigulda socken       |
| 91.    | Sigulda kommun      | Sigulda stad         |
| 92.    | Skrīveri kommun     |                      |
| 93.    | Skrunda kommun      | Nīkrāce socken       |
| 93.    | Skrunda kommun      | Raņķi socken         |
| 93.    | Skrunda kommun      | Rudbārži socken      |
| 93.    | Skrunda kommun      | Skrunda stad         |
| 93.    | Skrunda kommun      | Skrunda socken       |
| 94.    | Smiltene kommun     | Bilska socken        |
| 94.    | Smiltene kommun     | Blome socken         |
| 94.    | Smiltene kommun     | Branti socken        |
| 94.    | Smiltene kommun     | Grundzāle socken     |
| 94.    | Smiltene kommun     | Launkalne socken     |
| 94.    | Smiltene kommun     | Palsmane socken      |
| 94.    | Smiltene kommun     | Smiltene socken      |
| 94.    | Smiltene kommun     | Smiltene stad        |
| 94.    | Smiltene kommun     | Variņi socken        |
| 95.    | Stopiņi kommun      |                      |
| 96.    | Strenči kommun      | Jērcēni socken       |
| 96.    | Strenči kommun      | Plāņi socken         |
| 96.    | Strenči kommun      | Seda stad            |
| 96.    | Strenči kommun      | Strenči stad         |
| 97.    | Talsi kommun        | Abava socken         |
| 97.    | Talsi kommun        | Ārlava socken        |
| 97.    | Talsi kommun        | Balgale socken       |
| 97.    | Talsi kommun        | Ģibuļi socken        |
| 97.    | Talsi kommun        | Īve socken           |
| 97.    | Talsi kommun        | Ķūļciems socken      |
| 97.    | Talsi kommun        | Laidze socken        |
| 97.    | Talsi kommun        | Lauciene socken      |
| 97.    | Talsi kommun        | Lībagi socken        |
| 97.    | Talsi kommun        | Lube socken          |
| 97.    | Talsi kommun        | Sabile stad          |
| 97.    | Talsi kommun        | Stende stad          |
| 97.    | Talsi kommun        | Strazde socken       |
| 97.    | Talsi kommun        | Talsi stad           |
| 97.    | Talsi kommun        | Valdemārpils stad    |
| 97.    | Talsi kommun        | Valdgale socken      |
| 97.    | Talsi kommun        | Vandzene socken      |
| 97.    | Talsi kommun        | Virbi socken         |
| 98.    | Tērvete kommun      | Augstkalne socken    |
| 98.    | Tērvete kommun      | Bukaiši socken       |
| 98.    | Tērvete kommun      | Tērvete socken       |
| 99.    | Tukums kommun       | Degole socken        |
| 99.    | Tukums kommun       | Džūkste socken       |
| 99.    | Tukums kommun       | Irlava socken        |
| 99.    | Tukums kommun       | Jaunsāti socken      |
| 99.    | Tukums kommun       | Lestene socken       |
| 99.    | Tukums kommun       | Pūre socken          |
| 99.    | Tukums kommun       | Sēme socken          |
| 99.    | Tukums kommun       | Slampe socken        |
| 99.    | Tukums kommun       | Tukums stad          |
| 99.    | Tukums kommun       | Tume socken          |
| 99.    | Tukums kommun       | Zentene socken       |
| 100.   | Vaiņode kommun      | Embūte socken        |
| 100.   | Vaiņode kommun      | Vaiņode socken       |
| 101.   | Valka kommun        | Ērģeme socken        |
| 101.   | Valka kommun        | Kārķi socken         |
| 101.   | Valka kommun        | Valka socken         |
| 101.   | Valka kommun        | Valka stad           |
| 101.   | Valka kommun        | Vijciems socken      |
| 101.   | Valka kommun        | Zvārtava socken      |
| 102.   | Varakļāni kommun    | Murmastiene socken   |
| 102.   | Varakļāni kommun    | Varakļāni socken     |
| 102.   | Varakļāni kommun    | Varakļāni stad       |
| 103.   | Vārkava kommun      | Rožkalni socken      |
| 103.   | Vārkava kommun      | Upmala socken        |
| 103.   | Vārkava kommun      | Vārkava socken       |
| 104.   | Vecpiebalga kommun  | Dzērbene socken      |
| 104.   | Vecpiebalga kommun  | Ineši socken         |
| 104.   | Vecpiebalga kommun  | Kaive socken         |
| 104.   | Vecpiebalga kommun  | Taurene socken       |
| 104.   | Vecpiebalga kommun  | Vecpiebalga socken   |
| 105.   | Vecumnieki kommun   | Bārbele socken       |
| 105.   | Vecumnieki kommun   | Kurmene socken       |
| 105.   | Vecumnieki kommun   | Skaistkalne socken   |
| 105.   | Vecumnieki kommun   | Stelpe socken        |
| 105.   | Vecumnieki kommun   | Valle socken         |
| 105.   | Vecumnieki kommun   | Vecumnieki socken    |
| 106.   | Ventspils kommun    | Ance socken          |
| 106.   | Ventspils kommun    | Jūrkalne socken      |
| 106.   | Ventspils kommun    | Piltene stad         |
| 106.   | Ventspils kommun    | Piltene socken       |
| 106.   | Ventspils kommun    | Pope socken          |
| 106.   | Ventspils kommun    | Puze socken          |
| 106.   | Ventspils kommun    | Tārgale socken       |
| 106.   | Ventspils kommun    | Ugāle socken         |
| 106.   | Ventspils kommun    | Usma socken          |
| 106.   | Ventspils kommun    | Užava socken         |
| 106.   | Ventspils kommun    | Vārve socken         |
| 106.   | Ventspils kommun    | Ziras socken         |
| 106.   | Ventspils kommun    | Zlēkas socken        |
| 107.   | Viesīte kommun      | Elkšņi socken        |
| 107.   | Viesīte kommun      | Rite socken          |
| 107.   | Viesīte kommun      | Sauka socken         |
| 107.   | Viesīte kommun      | Viesīte stad         |
| 107.   | Viesīte kommun      | Viesīte socken       |
| 108.   | Viļaka kommun       | Kuprava socken       |
| 108.   | Viļaka kommun       | Medņeva socken       |
| 108.   | Viļaka kommun       | Susāji socken        |
| 108.   | Viļaka kommun       | Šķilbēni socken      |
| 108.   | Viļaka kommun       | Vecumi socken        |
| 108.   | Viļaka kommun       | Viļaka stad          |
| 108.   | Viļaka kommun       | Žīguri socken        |
| 109.   | Viļāni kommun       | Dekšāres socken      |
| 109.   | Viļāni kommun       | Sokolki socken       |
| 109.   | Viļāni kommun       | Viļāni socken        |
| 109.   | Viļāni kommun       | Viļāni stad          |
| 110.   | Zilupe kommun       | Lauderi socken       |
| 110.   | Zilupe kommun       | Pasiene socken       |
| 110.   | Zilupe kommun       | Zaļesje socken       |
| 110.   | Zilupe kommun       | Zilupe stad          |

## Källhänvisningar
1. ↑  "HISTORY AND PROGRESS OF TERRITORIAL REFORM IN LATVIA", s. 15. Arkiverad 16 augusti 2010 hämtat från the Wayback Machine. Raplm.gov.lv .(engelska)
2. ↑  Baltic News network